# چارلیسون بنسخوپ
چارلیسون خیریگوریو بنسخوپ (انگلیسی: Charlison Girigorio Benschop؛ زادهٔ ۲۱ اوت ۱۹۸۹) یک بازیکن فوتبال اهل هلند است که در پست مهاجم است.

## سابقهٔ باشگاهی
او فوتبال پایه خود را از تیم جوانان المپیا۶۳ و اسپایکنیس شروع کرد و اولین باشگاه حرفه‌ای او والویک هلند بود که در فصل ۲۰۰۸–۲۰۰۷ به این تیم پیوست. بنسخوپ سپس در سال ۲۰۱۰ با عقد قراردادی ۵ ساله به باشگاه فوتبال آزد آلکمار پیوست.
در تابستان ۲۰۱۲ او از هلند خارج شد و به تیم استاد برستوا ۲۹ فرانسه پیوست و یک سال بعد به فورتونا دوسلدورف آلمان رفت. در ژوئن ۲۰۱۵ بنسخوپ با باشگاه فوتبال هانوفر ۹۶ قرارداد ۳ ساله بست. او در سال ۲۰۱۸ به اینگولشتات ۰۴ پیوست. بنسخوپ در سال ۲۰۱۹ به تیم خرونینگن رفت و یک سال بعد به باشگاه فوتبال آپولون لیماسول قبرس پیوست.

## سابقهٔ ملی
او سابقهٔ بازی در تیم ملی جوانان هلند را در کارنامه دارد اما در سال ۲۰۱۷ برای جام طلایی کونکاکاف به تیم ملی فوتبال کوراسائو دعوت شد و عضو تیم ملی این کشور است.